# Krakatau
Krakatau, nazywana też Krakatoa lub Krakatao – wyspa wulkaniczna, znajdująca się w Cieśninie Sundajskiej, pomiędzy wyspami Sumatra i Jawa w Indonezji.
Wyspa jest aktywnym wulkanem klasyfikowanym jako stratowulkan.

## Erupcja w V–VI wieku n.e.
W V lub VI stuleciu naszej ery nastąpiło zapadnięcie się pierwotnego wulkanu i powstała kaldera 7-kilometrowej długości (na podstawie jawajskich ksiąg królewskich wskazuje się około 416 r. n.e., jednak niektórzy badacze wskazują rok 535 n.e., dowodząc, iż to wydarzenie może być przyczyną obserwowanego wówczas globalnego ochłodzenia w latach 535–536).
Pozostałości tego dawnego wulkanu tworzą wysepki Verlaten i Lang. W późniejszym okresie utworzyły się trzy, leżące w centralnej części kaldery wulkany: Rakata, Danan oraz Perbuwatan. Ich kratery wznosiły się jeden obok drugiego na jednej linii i tworzyły wyspę wulkaniczną – Krakatau.

## Erupcja w 1883 roku

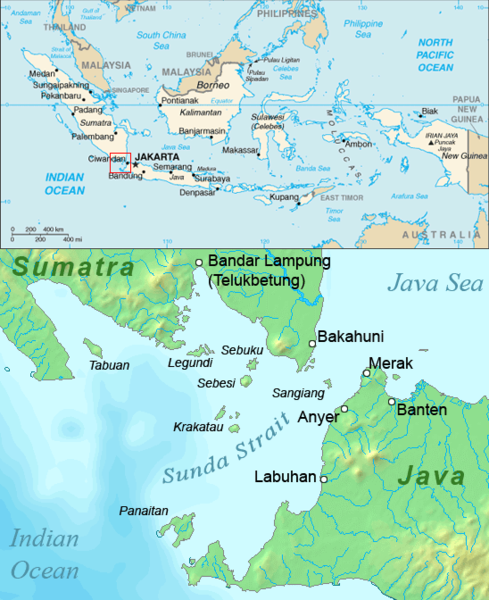
Lokalizacja wulkanu Krakatau

Od 1878 roku odczuwano coraz częstsze i silniejsze trzęsienia ziemi w rejonie zatoki, zachodniej Jawy i wschodniej Sumatry.
1 września 1880 silne trzęsienie ziemi uszkodziło latarnię morską „First Point” na zachodnim brzegu Jawy (70 km na południowy wschód od Krakatau). Kolejne wstrząsy odczuwane były pomiędzy 9–10 oraz 15–20 maja 1883 roku w Katimbang.
20 maja 1883 rozpoczęła się erupcja z krateru Perbuwatan. Drobny popiół i para oraz gazy wydobywały się stale w ciągu kolejnych 3 miesięcy. W tym czasie otworzyło się kilkanaście, stale aktywnych, ujść gazów w obrębie wulkanu. Do tego czasu erupcja powtarzała się cyklicznie. Po okresie aktywności wulkan zamierał. W tym czasie woda morska przedostawała się szczelinami i pęknięciami w głąb wulkanu i była źródłem pary. 11 sierpnia gwałtowna erupcja uniosła chmurę popiołu i gazów z krateru Perbuwatan i Danan, a także z wielu powstałych wówczas otworów i szczelin. Erupcje nasiliły się 24 sierpnia 1883 roku.

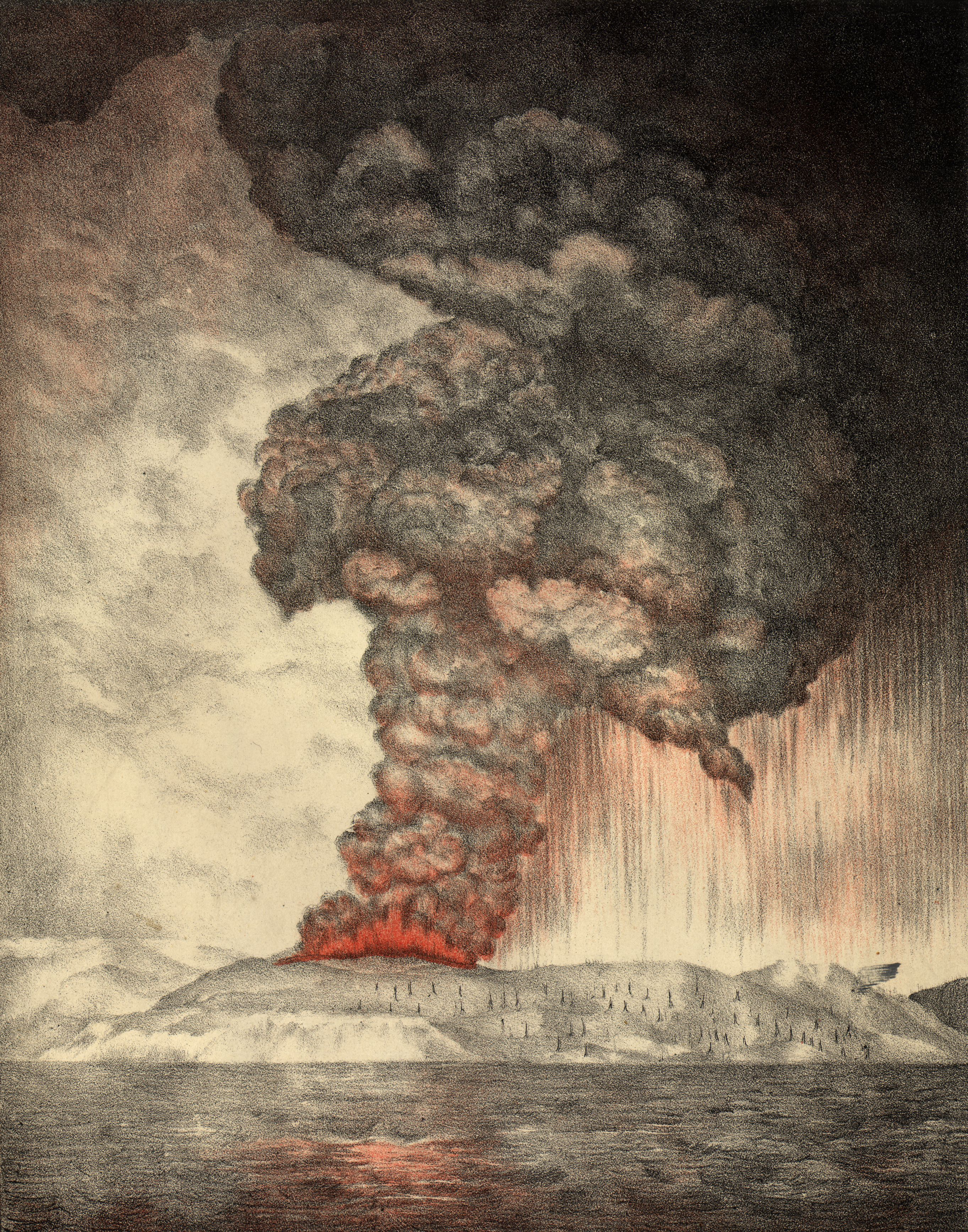
Litografia z 1888 roku przedstawiająca erupcję Krakatau z 1883 roku

27 sierpnia 1883 roku doszło do jednej z największych odnotowanych erupcji wulkanu (a zarazem ze wszystkich klęsk żywiołowych) w dziejach ludzkości. Huk było słychać z odległości 3200 km. Rozpoczęła się 26 sierpnia o godzinie 12:53 lokalnego czasu. W nocy wybuchy słyszane były z odległości 4325 km. Słup dymu, popiołu i gazów osiągnął 27 km wysokości. Pokłady statków znajdujących się w Cieśninie Sundajskiej były zasypywane popiołem, pyłem oraz kawałkami pumeksu o średnicy około 10 cm. Pomiędzy godz. 18:00 a 19:00 niewielkie fale tsunami rozeszły się koncentrycznie i uderzyły w wybrzeża odległe nawet o 40 km.
27 sierpnia o 5:30, 6:42 i 8:20 czasu lokalnego nastąpiły kolejne erupcje. Każda z nich spowodowała katastrofalne fale tsunami. Ostatnia eksplozja nastąpiła o 10:02. Wulkan wyrzucił w powietrze 19 km³ (niektóre źródła podają wartości nawet 25 km³) popiołów na wysokość 55 km, czyli do stratosfery. Na wyspie Rodrigues na Oceanie Indyjskim, oddalonej o 4800 km, mieszkańcy widzieli na horyzoncie popioły i błyski. Skala wybuchu została określona na 6 w 8-stopniowej skali eksplozywności wulkanicznej.
Fala uderzeniowa powstała przy eksplozji przemieszczała się z prędkością ponad 1100 km/h. Szacuje się, że poziom natężenia dźwięku w odległości 160 km od epicentrum wynosił ponad 180 decybeli.
2/3 wyspy zniknęło z powierzchni ziemi, a na jej pozostałej części (Rakata) życie zostało całkowicie zniszczone. Fala tsunami o wysokości do 40 metrów i prędkości ponad 700 km/h zmyła miejscowe wioski na pobliskim lądzie i obiegła połowę Ziemi, zanim zupełnie zanikła. Statki u wybrzeży Południowej Afryki zachybotały się w efekcie tsunami wywołanego erupcją. Fala sejsmiczna obiegła Ziemię 7 razy.
Zginęło prawdopodobnie około 40 tysięcy ludzi (nie istnieją dokładne dane). Unoszące się na powierzchni oceanu ciała ofiar odnajdywane były jeszcze kilka tygodni po katastrofie. Gazy uwolnione do atmosfery sprawiły, że przez około 3 lata słońce miało zabarwienie zielone, a księżyc niebieskie. Ocenia się, że wybuch miał energię ok. 200 megaton trotylu i w sumie wyrzucił 46 km³ pyłów, które opadając pokryły 70% powierzchni globu.
Przyczyną tsunami były prawdopodobnie spływy piroklastyczne, które przemieszczały się po zboczach wulkanu i wpadały do morza. Każda z pięciu eksplozji powodowała spływ piroklastyczny, który wpadając do morza powodował wyparcie takiej samej objętości wody, czyli kilku km³ każdy. Odnaleziono ślady podwodnych spływów piroklastycznych w odległości 15 km od Krakatau. Dodatkowo ostatnie badania naukowców niemieckich dowodzą, że poruszający się z dużą prędkością materiał spływu piroklastycznego przedostając się nad morze w postaci popiołu i gazu o temperaturze nawet 1200 stopni Celsjusza unosi się na parze wodnej jak na poduszce. W ten sposób najprawdopodobniej została zniszczona część wybrzeża Sumatry odległa o ok. 40 km od wyspy.

## Anak Krakatau
Po wybuchu Krakatau w 1883 roku pozostały trzy wyspy. W 1927 pomiędzy nimi wyłoniła się z morza czwarta, nazwana Anak Krakatau („Dziecko Krakatau”), na której znajduje się aktywna do dziś góra wulkaniczna o ok. 400 m wysokości w 2017 r.
Wulkan uaktywnił się ponownie w grudniu 2018, powodując 22 grudnia tsunami.
Ogromna eksplozja mająca miejsce w grudniu 2018 spowodowała zniszczenie stożka wulkanu. Do morza zapadło się od 150 do 180 milionów metrów sześciennych ziemi i skał. Powodując tsunami o wysokości niemal 5 metrów. Obecnie objętość wulkanu to zaledwie od 40 do 70 mln metrów sześciennych. W ten sposób wulkan stracił 2/3 swojej wysokości, która przed sądną erupcją wynosiła 338 metrów, a obecnie już tylko 110 metrów.

## Powrót życia na Rakata i Anak Krakatau

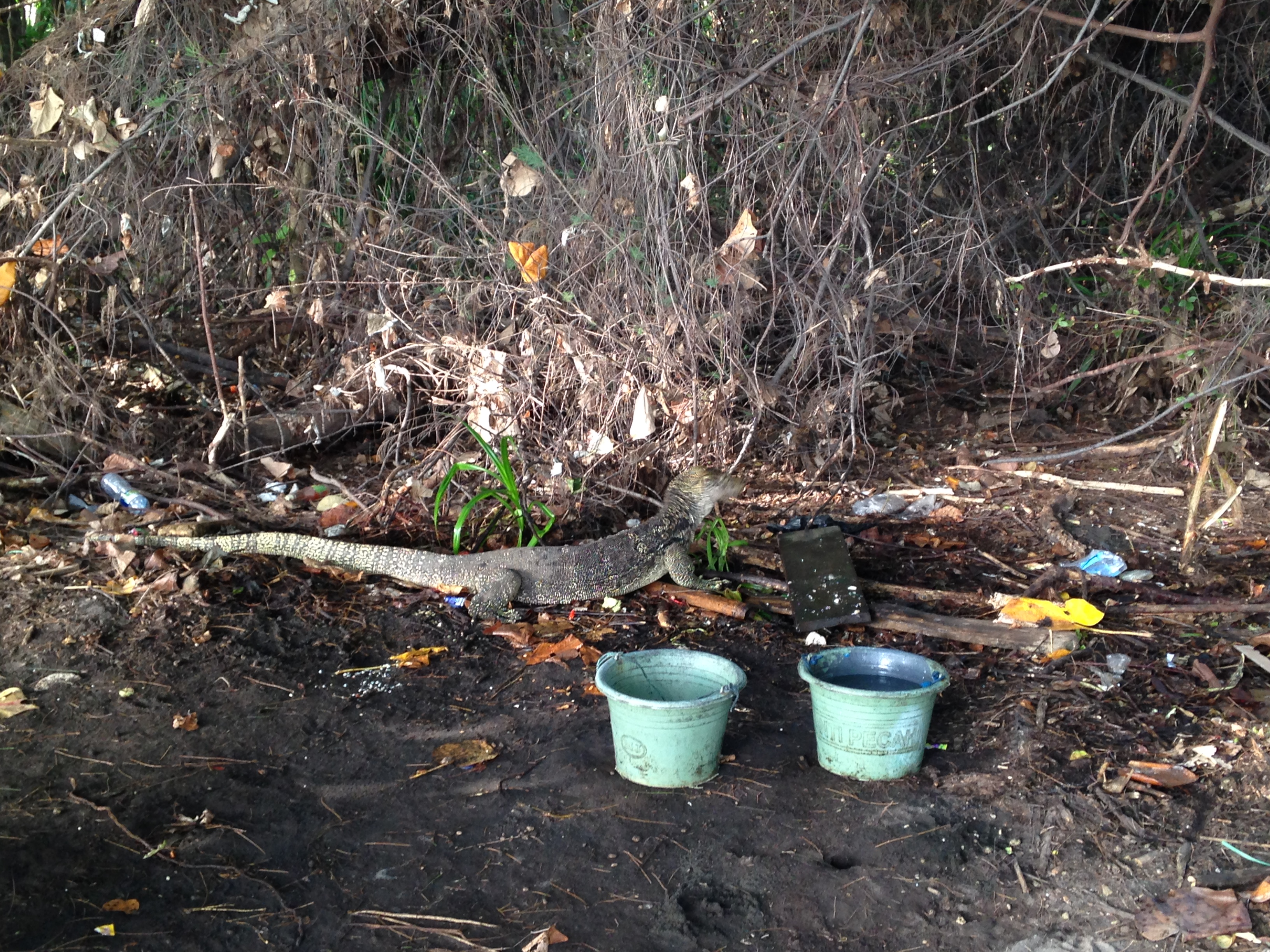
Jaszczurka na Krakatau (2016)

Niewiele wiadomo o faunie, która zamieszkiwała Krakatau przed 1883. Erupcja zniszczyła na wyspie wszystkie organizmy żywe. Tak wysterylizowany obszar stał się obiektem zainteresowania biogeografów, którzy uzyskali rzadką możliwość obserwowania i rejestracji procesu wkraczania życia na jałową dotąd ziemię.
Jeszcze w 9 miesięcy po wybuchu specjalny zwiad badaczy holenderskich nie znalazł na wyspie Rakata żadnego śladu życia. Od maja 1884 francuska ekspedycja naukowa rozpoczęła poszukiwanie życia na Rakacie. Odkryto tylko jednego pająka o bardzo małych rozmiarach. Wkrótce jednak, niesione wiatrem lub drogą wodną, zaczęły się dostawać na wyspę nasiona roślin. Drogą wodną do brzegów wyspy zaczęły się przedostawać kraby. Około 1899 z pobliskich wysp przedostał się waran paskowany (Varanus salvator), a nieco później pyton siatkowy (Python reticulatus).
Również w latach 80. XIX w. biolodzy wykazali, że Rakata i Anak Krakatau są systematycznie zasiedlane przez rozmaite gatunki stawonogów wchodzących w skład aeroplanktonu. Stwierdzono obecność 72 gatunków. W kolejnych latach wyspy były kolonizowane przez różne grupy roślin i zwierząt, przy czym kolejność ich pojawiania się była przypadkowa. W 1928 r., a więc po 45 latach od wybuchu, wyspa była znów pokryta bujną roślinnością: stwierdzono prawie 300 gatunków roślin zielnych, drzew i krzewów. Stwierdzono również obecność 305 gatunków bezkręgowców oraz 43 gatunków kręgowców. Oszacowano, że 90% tej fauny przedostało się na wyspę drogą powietrzną (ptaki, nietoperze i większość owadów). Krokodyle i węże przypłynęły morzem. Szczury, jaszczurki i niektóre bezkręgowce zostały zawleczone na dryfującym drewnie i innych szczątkach roślin. Wiele gatunków zwierząt, zwłaszcza kręgowców, wyginęło jednak wkrótce po przybyciu na Rakata.
W latach 1984–1985 stwierdzono 30 gatunków ptaków lądowych, 11 – ssaków (w tym 9 gatunków nietoperzy), 9 – gadów i ponad 600 gatunków bezkręgowców. Bioróżnorodność osiągnęła pod względem ilościowym poziom porównywalny z poziomem na innych wyspach tego typu po około 100 latach po erupcji w 1883 roku, jednak skład gatunkowy cechuje się mniejszą stabilnością.